# Zwiastowanie (obraz El Greca z 1614)
Zwiastowanie – obraz olejny hiszpańskiego malarza pochodzenia greckiego Dominikosa Theotokopulosa, znanego jako El Greco.
El Greco zobrazował scenę zaczerpniętą z Nowego Testamentu, opisaną jedynie w kanonicznej Ewangelii Łukasza. Motyw zwiastowania Marii przez Archanioła Gabriela był często przedstawiany przez malarzy różnych epok i interpretowany na wiele sposobów. Do namalowania kolejnej wersji Zwiastowania zmusiła go umowa zawarta z administratorem szpitala św. Jana Chrzciciela zwanego szpitalem Tavera w Toledo, Pedrem Salazarem de Mendoza w 1608 roku. Umowa opiewała na wykonanie trzech nastaw ołtarzowych. Dwoma pozostałymi obrazami były Chrzest Jezusa i Otwarcie piątej pieczęci Apokalipsy.

## Opis obrazu
Według zachowanych dokumentów zamówienie dla szpitala było jednym z ostatnich zamówień w życiu El Greca. Z tego zamówienia jedynie Chrzest Jezusa został w całości ukończony przez artystę.
El Greco zmienił nieco kompozycję obrazu w porównaniu do wcześniejszych wersji. Wydłużona sylwetka Marii została ukazana w chwili, gdy zaskoczona pojawieniem się Archanioła podrywa się z klęcznika. Jej lewa ręka nadal spoczywa na modlitewniku, a prawa dłoń jest podniesiona w geście znanym z poprzedniej wersji Zwiastowania. Archanioł stąpa twardo na posadzce w kształcie szachownicy. Jego prawa ręka wskazuje na Marię, właśnie przekazał jej dobrą nowinę. Nad nimi Duch Święty w postaci gołębicy wynurza się ze światła. Zgodnie z teorią neoplatońską, którą interesował się El Greco, światło staje się tu wyrazem i syntezą boskości.
Na samej górze artysta umieścił rząd aniołów grających na instrumentach. Część ta w nieustalonym dotąd okresie została odcięta od płótna. Szczęśliwie fragment ten znalazł się w 1931 roku w Galerii Narodowej w Atenach.